# Eva Arderius
Eva Arderius Campos (Castellar del Vallés, 1979) es una periodista española. Es licenciada en Periodismo por la Universidad Ramon Llull de Barcelona. Empezó su carrera en Ràdio Castellar, la emisora municipal de su localidad natal, y posteriormente trabajó en COM Ràdio. Desde 2001 trabaja en Betevé, en donde es directora de informativos y directora y presentadora del programa sobre actualidad municipal Bàsics. Además, es articulista en El Periódico de Catalunya y colabora en diferentes programas de Catalunya Ràdio y TV3.
El equipo de informativos de Betevé, dirigido por Arderius, obtuvo en 2019 el Premio Ciudad de Barcelona de Medios de Comunicación por la cobertura de las movilizaciones en Barcelona a raíz de la sentencia del juicio a los líderes del proceso independentista catalán. Varios medios destacaron la recepción positiva por parte de un amplio espectro político y el aumento de los  niveles de audiencia que generó dicha cobertura.
En 2020 publicó su primer libro Una altra Barcelona, el cual recoge el testimonio de diez activistas que protagonizan historias de lucha vecinal y de denuncia social en Barcelona. Según Arderius, el libro busca reflejar "la Barcelona más vulnerable pero también más luchadora".

## Publicaciones
- Arderius, Eva (2020). Una altra Barcelona. Enciclopèdia. ISBN 978-84-412-3220-4.[11][9]